# Карткова гра з окремою колодою
Карткова гра з окремою колодою — гра, у якій використовують окрему, спеціально призначену для неї колоду, а не стандартну колоду гральних карт. Уже наприкінці XVIII століття друкувалися освітні комплекти карт, які початково призначалися лише для передачі знань, але згодом стали основою для ігрових процесів. Сучасні карткові ігри часто продаються з нестандартним розподілом мастей та рангів. 

## Безрангові карти

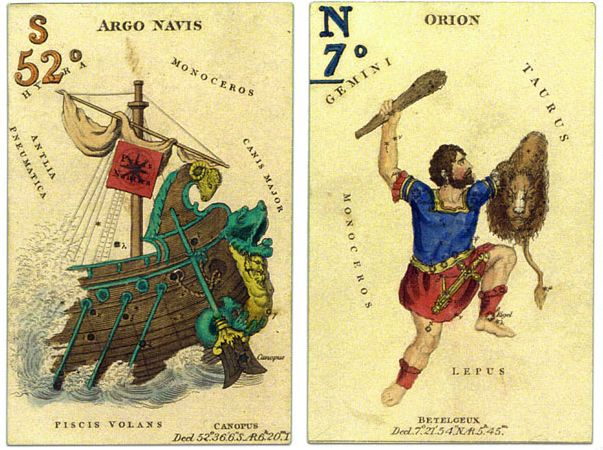
Карти з гри Astrophilogeon, що зображують сузір’я Арго та Оріона

Наприкінці XVIII століття з’явилися освітні набори карт без мастей і рангів, як-от The Elements of Astronomy and Geography Explained, видані Джоном Воллісом у 1795 році.  Вони слугували навчальними посібниками, а не повноцінними іграми.  Гра Чарльза Ходжеса Astrophilogeon (1828) мала колоду з 60 карт із 30 сузір’ями та 30 картою географічних мап,  якими можна було грати, намагаючись зібрати відповідні пари. 
Однією з ранніх карткових ігор з окремою колодою початку XX століття була Touring, опублікована 1906 року,  що надихнула створення Mille Bornes у 1954 році. 
Ігровий процес зазвичай подібний до традиційних карткових ігор сімейства «вісімок» на кшталт Мау-мау, на основі яких і могло бути створено Уно, а також до ігор родини Cuccu, наприклад Kille, де немає мастей, але певні карти мають власне оформлення й назви, що визначають їх ефект.
Сучасні карткові ігри з окремою колодою, як-от Домініон та Манчкін, не використовують ні мастей, ні рангів, натомість покладаються на текст та ілюстрації, що визначають роль карт у грі.

## Масті та ранги

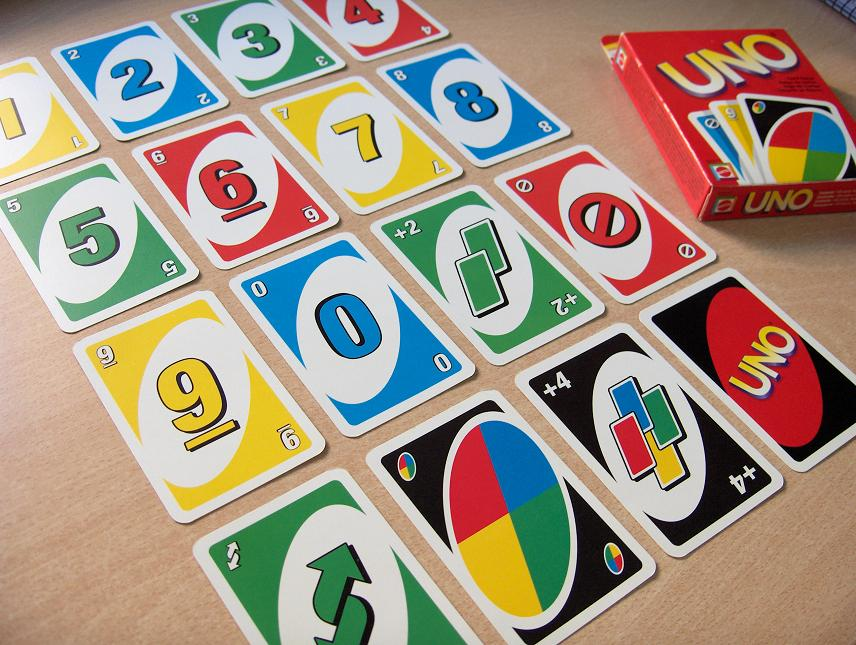
Гра Уно заснована на окремій колоді карт

Деякі карткові ігри з окремою колодою використовують систему мастей, подібну до традиційних гральних карт, із різноманітністю мастей та набором нумерованих або названих рангів. Деякі ранги можуть мати особливі ефекти, як-от безрангові карти «пропуск ходу» в Уно, а в колоді можуть бути й додаткові карти без мастей, на кшталт джокерів у традиційних колодах.
Французька карткова гра Gnav і її варіанти використовують колоду з двох мастей, у кожній з яких є числа від нуля до 12, а також певні істоти й об’єкти (наприклад, «Сова» чи «Горщик»). Таку колоду можливо застосувати лише для тієї гри, для якої вона призначена.
Карткова гра Rook 1906 року була створена з кольоровими мастями та без фігурних карт, щоб відповідати вимогам пуритан і менонітів, які не схвалювали фігурні карти  та їх асоціації з азартними іграми й картомантією.
Сучасні комерційні карткові ігри з мастями та рангами зазвичай створені для використання окремих колод, що спонукає гравців придбати фізичну версію, а не намагатися відтворити гру зі звичайними картами. Гра Уно, наприклад, дуже подібна до традиційної Мау-мау, але має унікальну символіку, яку складно запам’ятати, використовуючи стандартну колоду. Гра Haggis має подібну механіку до кількох традиційних карткових ігор, але включає додаткову масть, що робить неможливим її відтворення зі звичайними картами.